# Sinagoga Status Quo Ante din Târgu Mureș

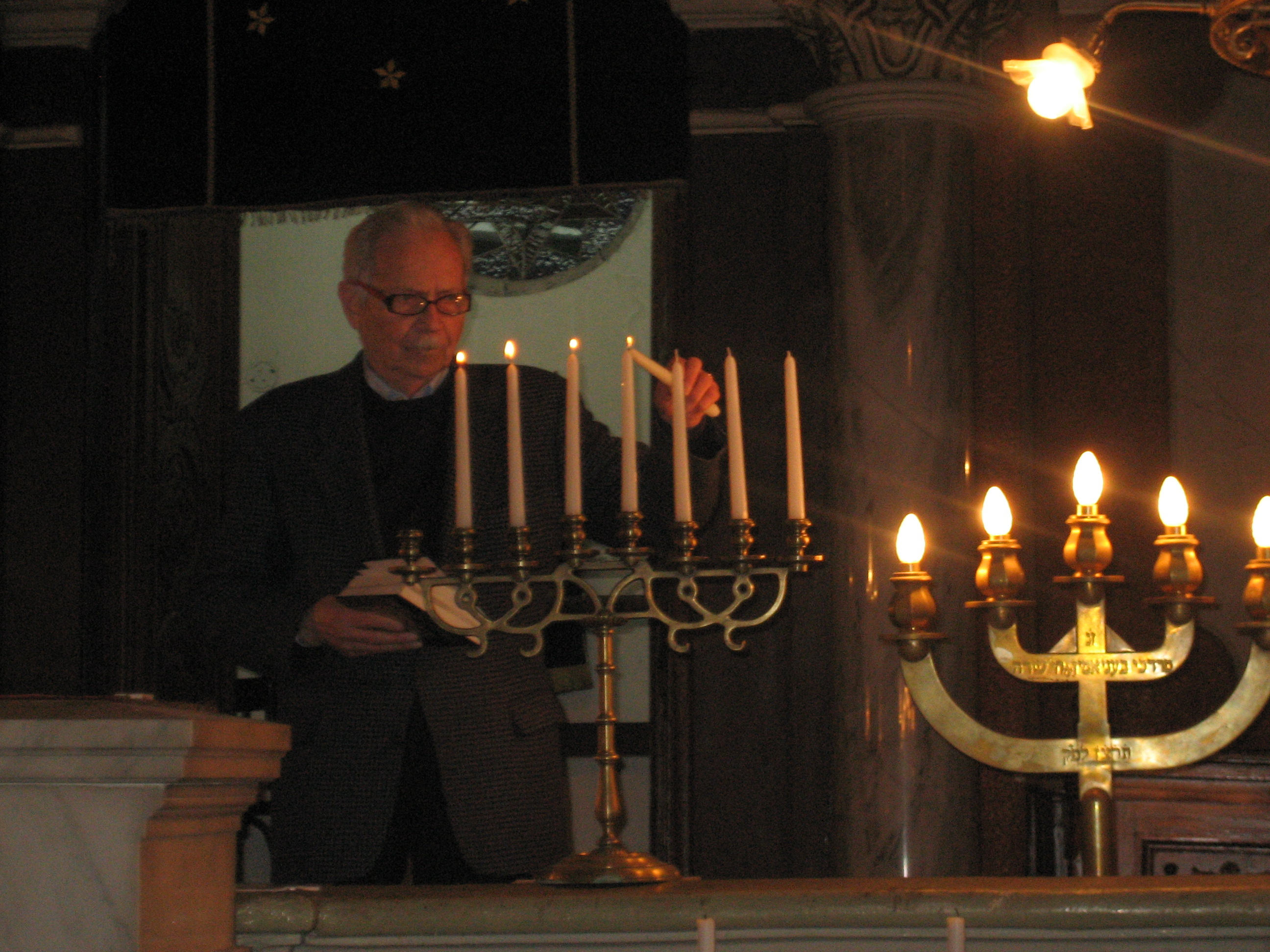
Președintele comunității evreiești, Sándor Ausch, aprinde lumânările de Hanuka (2009)

Sinagoga Status Quo Ante (numită și Templul Mare) (în maghiară Iskola utcai zsinagóga) este un lăcaș de cult evreiesc din municipiul Târgu Mureș, localizat pe fosta stradă a Școlii nr. 21, intrarea la nr. 23, (azi Str. Aurel Filimon nr. 23). Ea a fost construită în perioada dualismului austro-ungar, între anii 1899-1900 în stil eclectic. Sinagoga a fost inclusă pe lista monumentelor istorice din județul Mureș elaborată de Ministerul Culturii și Patrimoniului Național din România în anul 2010, cu cod LMI MS-II-m-B-15501.

## Comunitatea evreilor din Târgu Mureș
Prezența evreilor în Târgu Mureș este atestată pentru prima dată în anul 1682. În deceniile următoare, comunitatea evreilor a crescut numeric, devenind a doua ca mărime din Transilvania, după cea din Alba Iulia. În anul 1785 evreii din Târgu Mureș aveau o sinagogă de lemn, care putea adăposti 150-200 de persoane. În 1870, numărul evreilor din oraș era de 1.511.
Populația evreiască a avut un rol important în dezvoltarea orașului. Evreii erau industriași, editori, comercianți, medici, bancheri, avocați, profesori, dar și mici meseriași. În anul 1880 a fost înființată o școală evreiască, care a fost mutată în 1890 într-o clădire de pe Str. Horea.
Numărul evreilor a crescut constant în prima jumătate a secolului al XX-lea: 2.755 evrei (în 1910), 3.246 (în 1920) și 5.693 (în 1941). Astfel, în perioada interbelică, în oraș funcționau două sinagogi (ambele ortodoxe): una pe str. Brăilei și alta pe str. Școlii, cu o capacitate totală de 1.200 locuri.
Dictatul de la Viena și anexarea nordului Transilvaniei de către Ungaria în septembrie 1940 a avut efecte dezastroase pentru comunitatea evreilor din oraș. În anul 1944, în oraș locuiau aproape 8.000 de evrei, care reprezentau 16% din populația totală. Autoritățile horthyste maghiare i-au concentrat pe evrei într-un ghetou format la Fabrica de cărămizi din Tg.Mures și apoi, în perioada 27 mai - 8 iunie 1944, au deportat la Auschwitz 7.550 evrei din Târgu-Mureș și localitățile învecinate. Puțini dintre ei au scăpat cu viață.
După al doilea război mondial, a început emigrarea în Israel a evreilor rămași în Târgu Mureș. Numărul membrilor comunității a scăzut puternic, existând doar 646 în județul Mureș (conform recensământului din 1977), iar în primul deceniu al secolului al XXI-lea mai locuiau aproximativ 210 persoane.

## Istoric
Sinagoga din Târgu Mureș a fost edificată între anii 1899-1900 în stil eclectic, după planurile arhitectului evreu Jakob Gärtner din Viena. Inițiativa construcției a avut-o comunitatea evreiască "Status Quo", desprinsă din comunitatea ortodoxă a evreilor transilvăneni în secolul al XIX-lea. Printre meșterii care au lucrat la edificarea clădirii a fost Pal Sóos.
Ea a fost inaugurată în anul 1900, de către prim-rabinul Dr. Joachim Wilhelm, în prezența liderilor comunității evreiești locale, Adalbert Burger (președinte) și Mendel Farkas (vicepreședinte). În holul de la intrare se află o placă de marmură pe care sunt înscrise numele principalilor donatori.
Clădirea a fost cunoscută sub numele de Sinagoga de pe ulița Școlii (în maghiară Iskola utcai Zsinagóga), după denumirea inițială a străzii respective.
Au fost efectuate reparații exterioare și interioare ale sinagogii în anii 1970, 1972 și 1985, încercându-se eliminarea cauzelor degradării clădirii (infiltrațiile de apă de pe acoperiș, infiltrațiile subterane etc.). Cu toate acestea, au apărut fisuri și crăpături de-a lungul pereților laterali, cupola centrală fiind amenințată cu prăbușirea.
În anul 1998, cu fondurile obținute de la Federația Comunităților Evreiești din România și prin donații, au fost începute lucrări de renovare capitală a sinagogii, care au fost finalizate în anul 2000. Lucrările au avut ca efect consolidarea zidurilor și a fundației, reparații interioare și exterioare și restaurarea fidelă a tuturor elementelor arhitectonice și a zugrăvelilor interioare. Lăcașul de cult a fost reinaugurat în 2000.
În lista sinagogilor din România publicată în lucrarea Seventy years of existence. Six hundred years of Jewish life in Romania. Forty years of partnership FEDROM – JOINT, editată de Federația Comunităților Evreiești din România în anul 2008, se preciza că Sinagoga Mare din Târgu Mureș era în funcțiune.
Sinagoga are 552 de locuri, dintre care 314 la parter (pentru bărbați) și 238 la etaj (pentru femei).

## Arhitectura sinagogii
Sinagoga Mare din Târgu Mureș a fost construită în stil eclectic. Ea are o turlă centrală mare (cu rozete pe toate laturile sale) și turle octogonale laterale având în vârf Steaua lui David.
Intrarea în sinagogă are loc printr-un portic romanic cu trei arcuri separate prin coloane. Deasupra intrării se află o rozetă centrală de inspirație gotică, având la partea sa superioară un text cu litere ebraice din Vechiul Testament, din Cartea profetului Isaia: "Casa mea va fi o casă de rugăciune pentru toate popoarele" (Isaia 56/7).
Pe fațadele celor două turnuri mici se află câte o rozetă florală de dimensiuni mai mici decât rozeta centrală. Cupola centrală și cupolele turnurilor au formă de bulbi cu elemente decorative de inspirație musulmană.
Interiorul sinagogii este amplu construit și decorat. Pe sub cele două turnuri trec scările care duc la balcon. Plafoanele centrale sunt zugrăvite cu stele viu colorate și decorate în centru cu Steaua lui David. La parter se află bănci de lemn.
În incinta sinagogii, pe partea de est, lipit de peretele balustradei chivotului cu rolele Tora, se află un monument memorial de marmură albă în amintirea victimelor Holocaustului. Pe acest monument sunt scrise cu litere ebraice următoarele: 

"Numărul sfinților (martirilor) din orașul nostru este de 5.943. Și piatra din zid strigă de durere și tot poporul evreu deplânge exterminarea părinților noștri și a celor dragi nouă care au fost asfixiați și arși la Auschwitz în anul 5704 (1944)".

## Galerie de imagini

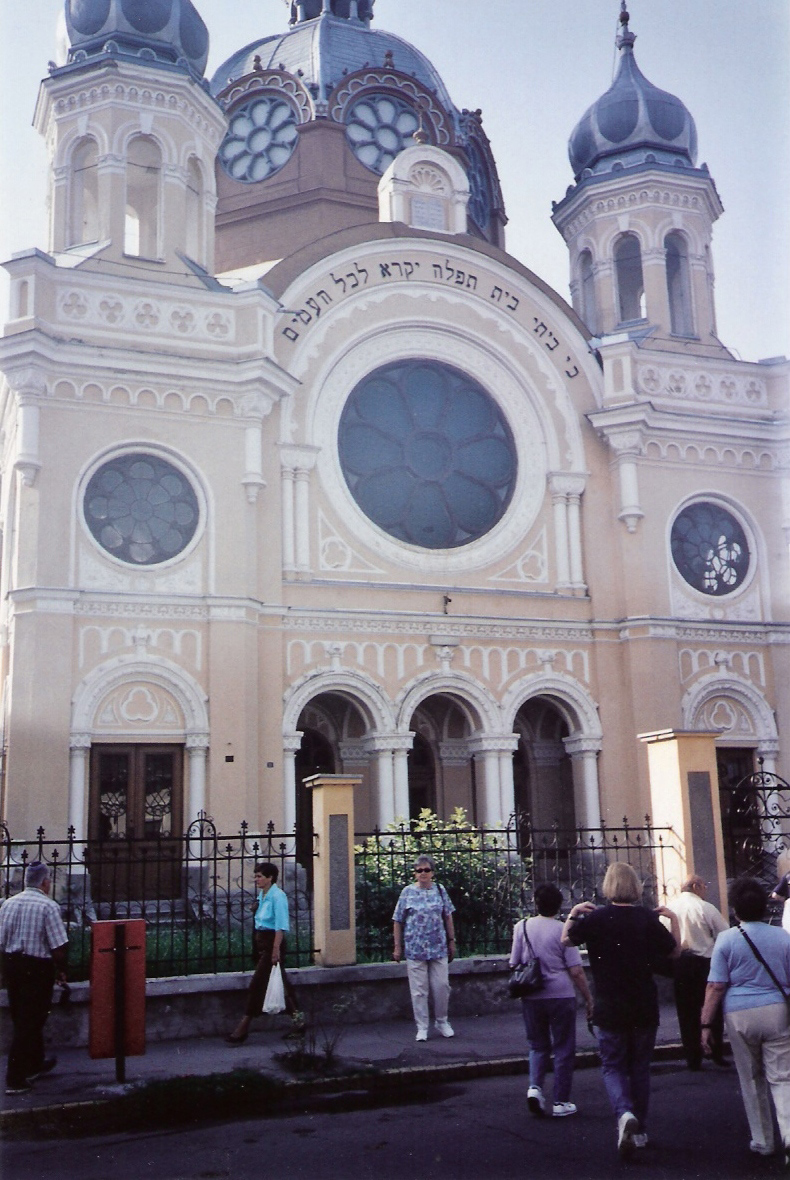
Sinagoga Statu Quo Ante (Templul Mare) din Târgu Mureş